# Große Grasschnecke
Die Große Grasschnecke (Vallonia declivis) ist eine auf dem Land lebende Schneckenart aus der Familie der Grasschnecken (Valloniidae); die Familie gehört zur Unterordnung der Landlungenschnecken (Stylommatophora).

## Merkmale
Das Gehäuse der Großen Grasschnecke ist 2,34 bis 3,15 mm breit und 1,24 bis 1,93 mm hoch. Es hat 3 1/8 bis 3 7/8 gut gewölbte Windungen, 1/8 Windungen werden vom Embryonalgehäuse eingenommen. Die Gehäuseform ist etwas variabel, von fast scheibenförmig mit flachkonischem über die letzte Windung herausgehobenen Apex bis gedrückt kugelig mit kuppelförmigen Apex. Die Windungen nehmen mäßig und gleichmäßig zu, erst die letzte Windung fällt kurz vor der Mündung geradlinig wenig bis mäßig weit ab. Die Windungen sind wenig gewölbt und durch seichte Nähte voneinander abgesetzt. Dafür umgreifen sich die Umgänge vergleichsweise stark. Der Nabel ist offen nimmt mehr als ein Viertel des größten Gehäusedurchmessers ein. Die annähernd rundliche Mündung ist vergleichsweise wenig (ca. 30°) gegenüber der Windungsachse schief gestellt. Die beiden Ansatzstellen des Mundsaumes sind durch einen dünnen, flach zum Gehäuseinneren gebuchteten Kallus verbunden. Der Mundsaum ist nahe der oberen Ansatzstelle an die vorige Windung nicht nach außen gebogen, außen und unten nur wenig nach außen gebogen. Der Mundsaum ist innen mit einer ringförmigen, meist nur mäßig kräftigen weißen Lippe verstärkt. Ist sie kräftiger, wulstartig ausgebildet, kann sie auch über die Mündungsebene vortreten. Das Embryonalgehäuse hat eine sehr feine, nur unter dem Mikroskop sichtbar Chagrin-Struktur. Der Teleoconch hat keine Rippen, sondern nur deutliche, scharfe und meist sehr regelmäßige Anwachsstreifen. Vor der Mündung ist jeder zweite oder dritte Anwachsstreifen rippchenartig verstärkt. Das Gehäuse ist gelblich getönt und milchig-weißlich, leicht transparent. Die Lippe scheint aber nach außen kaum durch.

### Ähnliche Arten
Das Gehäuse der Großen Grasschnecke ist deutlich größer als die der übrigen, in Mitteleuropa vorkommenden Arten der Gattung Vallonia. Recht ähnlich sind Vallonia pulchella und die fossile Art Vallonia lepida. Beide Arten unterscheiden sich aber durch den stark umgeschlagenen Mundsaum.

## Geographische Verbreitung und Lebensraum
Das Verbreitungsgebiet erstreckt sich, allerdings sehr zerstreut über die Flussniederungen in Deutschland, hier besonders mit Schwerpunkt in Süddeutschlands, der Schweiz (Schweizer Jura), Österreichs, im Elsass, Tschechiens und Polens. Das nördlichste Vorkommen war im südlichen Niedersachsen. In der Schweiz steigt sie bis auf 1400 m über Meereshöhe an. Das oft angegebene Vorkommen in der Slowakei wurde kürzlich revidiert. Das angebliche Vorkommen im Kanton Zürich (Schweiz) beruht auf einer Fehlbestimmung. Allerdings haben Nachforschungen in den 1990er Jahren in Süddeutschland ergeben, dass sie dort in den meisten früheren Verbreitungsgebieten erloschen ist.
Die Große Grasschnecke bevorzugt feuchte, offene Wiesen in der Nähe von Fließgewässern. Daher werden die Gehäuse häufig auch in Flussgenisten gefunden. Selten kommt sie auch in Rieden und Röhrichten vor.

## Taxonomie
Das Taxon wurde von Victor Sterki 1893 in die wissenschaftliche Literatur eingefügt. In der älteren Literatur wurde die Art oft fälschlich als Vallonia adela (Westerlund, 1875) beschrieben. Helix adela Westerlund, 1875 ist jedoch ein jüngeres Synonym der Glatten Grasschnecke (Vallonia pulchella). Die Art ist allgemein als eigenständige Art anerkannt.

## Gefährdung
Das derzeitige Verbreitungsgebiet der Großen Grasschnecke ist nur sehr ungenügend bekannt. Sie hat in den letzten hundert Jahren einen Großteil des früheren Verbreitungsgebietes eingebüßt, oder ist in diesem Areal sehr selten geworden. Während sie früher in den Tälern der Schwäbischen Alb, im oberen Neckartal und im oberen Donautal recht häufig war, gelang Jochen Gerber Anfang der 1990er Jahre kein einziger Lebendfund in diesen Regionen mehr. Günter Schmid fand 1997 noch einige frische Gehäuse in Genisten von Neckar und Donau, die darauf schließen lassen, dass die Art dort aber noch nicht erloschen ist.
Lediglich im bayerischen Donautal bei Weltenburg und Deggendorf wurden durch Jochen Gerber noch zwei Lebendfunde gemacht. Die Art wird deshalb in Deutschland als vom Aussterben bedroht eingestuft. Dagegen wird die Art von der International Union for Conservation of Nature and Natural Resources (IUCN) als potenziell gefährdet („near threatened“) eingestuft mit dem Hinweis das eine Überprüfung dieser Einstufung aus dem Jahr 2011 notwendig ist. Neuere Untersuchungen zur Bestandssituation der Großen Grasschnecke liegen nicht vor.